# Arquitectura barroca

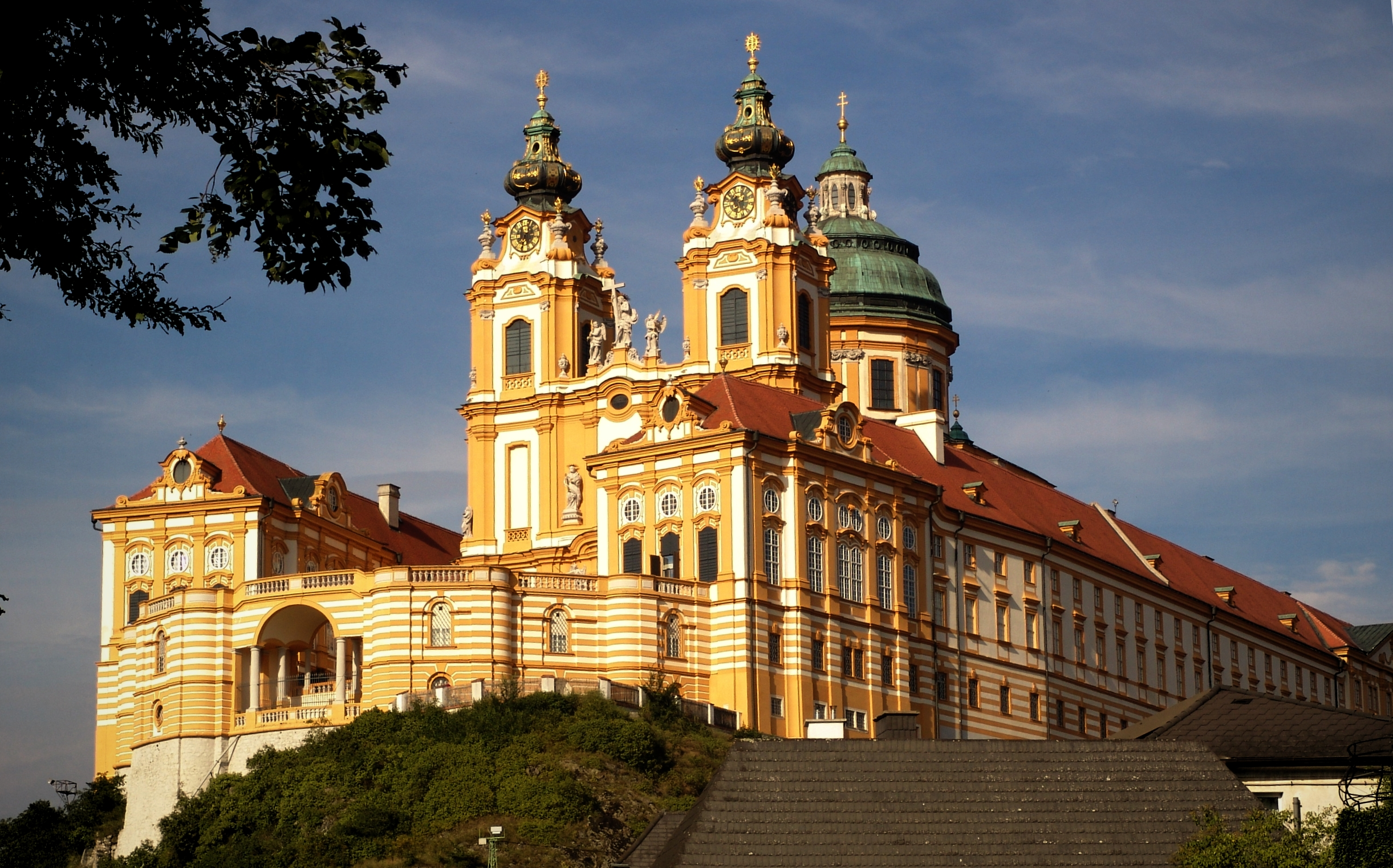
L'Abadia de Melk o Stift Melk, a Melk (a la vall de Wachau, a Àustria).

L'arquitectura barroca es desenvolupa des del principi del segle xvii fins a dos terços del segle xviii. En aquesta última etapa sorgeix un estil, generalment més exuberant, anomenat rococó. Es manifesta a gairebé tots els països europeus i, en el que eren en aquell temps, les colònies d'Espanya i Portugal a Amèrica, avui països independents. El Barroc forma part del moviment cultural del barroc i per tant, es dona també en altres arts, com ara la música, la literatura, la pintura i l'escultura.

## Característiques generals

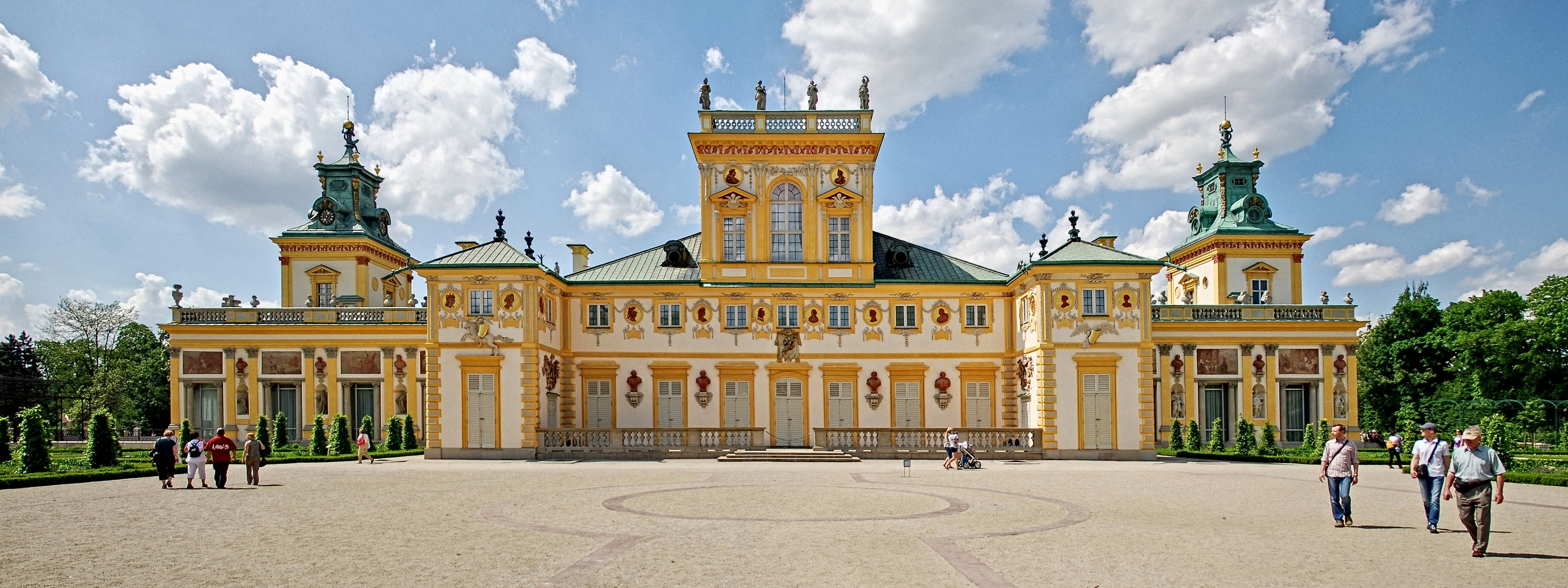
Wilanów a Polònia

- El rebuig de la simplicitat i la recerca del complex. No renega de les formes clàssiques (columnes, arcs, frontons, frisos), però les transforma de manera fantasiosa. De vegades l'edifici arriba a ser com una gran escultura. Els entaulaments adopten la corba i els frontons es parteixen i adopten corbes, contracorbes i espirals.
- S'adopta l'el·líptica, la forma oval i altres formes (com la d'abella de Borromini). Les parets són còncaves i convexes, és a dir sempre ondulades. S'arriba a l'abandonament de línies rectes i superfícies planes.
- S'adopta un nou tipus de planta que ofereix plans oblics per donar sensació de moviment (espais dinàmics), en la més estàtica de les arts. Agrada representar o suggerir l'infinit (un camí que es perd, una volta celeste, un joc de miralls que alteri i faci irrecognoscible les perspectives). Èxit de l'ordre gegant, amb columnes que inclouen 2 o 3 pisos. No falten els campanars, sols o en parella, molt decorats.
- S'utilitzen efectes de llum, jocs de perspectiva. Dona importància a la llum i a efectes lluminosos, a través del clarobscur. Recerca de la sorpresa. Gust pel dramàtic, escenogràfic i teatral.
- Gran riquesa decorativa i exuberància formal tant en els espais interiors com a l'exterior. Amor desenfrenat pel curvilini i el triomf de la columna salomònica. Arcs i frontons mixtilinis finestres ovalades. L'arc descansa sobre la columna per mitjà d'un entaulament (a la manera romana), o descansa directament sobre el capitell (manera romana d'Orient). Ambdues formes van ser emprades en el Renaixement. S'utilitzen grans cartel·les.
- La creació de noves tipologies per a edificis concrets. Les obres són: palaus, religioses, urbanístiques, grans jardins galeries (que després donaria lloc a les galeries d'art).

## Desenvolupament històric i geogràfic
La gènesi de l'arquitectura barroca s'inicia a Itàlia, amb figures tan determinants com Gian Lorenzo Bernini i Francesco Borromini.
A França el Barroc adquireix caràcters més sobris que a Itàlia, amb plantes menys complicades, façanes més severes, major respecte per les proporcions i renúncia als efectes violents, és un art fonamentalment al servei de la monarquia absoluta, i la seva gran realització serà el Palau de Versalles.
A Espanya, l'arquitectura barroca estarà presidida pel gust per la desornamentació i la sobrietat que havia introduït l'estil herrerià, amb importants edificis en els quals impera un estil mesurat i gairebé clàssic.
A Alemanya i a Àustria la inspiració italiana combinada amb la francesa crearà edificis de gran exuberància decorativa, sobretot en els interiors, de lluminositat brusca, que donaran pas a l'estil Rococó. A Anglaterra predomina l'equilibri i l'austeritat.
A les colònies espanyoles, en aquell moment Mèxic i el Perú entre d'altres, l'estil barroc es va combinar moltes vegades amb el plateresc (estil renaixentista anterior al Barroc) i amb l'art popular indígena. Es va manifestar principalment a les esglésies, ja que eren aquestes posseïdores d'una gran riquesa durant aquella època.

### A Catalunya
Els tres volums de Cèsar Martinell Arquitectura i escultura barroques a Catalunya, publicats a Monumenta Cataloniae entre els anys 1959 i 1964, són l'inici de la historiografia sobre el barroc en els segles xvii i xviii. Amb tot, pel que fa al llenguatge barroc, s'ha de matisar que formalment no es va manifestar de ple en la producció catalana fins al darrer terç del sis-cents i que a partir del segon quart de la següent centúria va conviure amb els nous plantejaments del classicisme acadèmic.
En arquitectura, la lenta introducció del llenguatge del Renaixement italià a Catalunya, o millor, l'assimilació de les estructures classicistes, no es va produir fins al darrer terç del segle xvi a la zona del Camp de Tarragona. Protagonitzada per Jaume Amigó i Pere Blai, les novetats d'aquesta anomenada Escola del Camp es van desenvolupar de manera generalitzada per tot el Principat i van influenciar el millor arquitecte català de l'època del barroc: el carmelità Fra Josep de la Concepció, anomenat el Tracista.
Si bé en l'àmbit català ja s'havia portat a terme la construcció dels grans edificis catedralicis, o s'hi treballava seguint les pautes de les preexistents traces gòtiques, el paisatge arquitectònic va mutar la fisonomia gràcies a l'aplicació de les noves formulacions en esglésies i convents de nova planta, alhora que en les intervencions en façanes o en la remodelació de capelles.
L'arquitectura classicista va ser una constant a Catalunya durant tot el segle xvii i la incorporació de l'estètica barroca va resultar més evident en les façanes dels edificis que no pas en la concepció dels espais. La circulació dels tractats d'arquitectura va ser cabdal per a la formació dels artífexs i va promoure l'interès dels comitents més cultes. Destaquen Serlio i Vignola com els tractats més divulgats en un primer moment, mentre que el de Juan Caramuel, ‘Arquitectura civil recta y oblicua', publicat el 1678, incidia en el nou esperit barroc. La utilització de la columna salomònica en les portades retaule dels edificis parroquials, així com als mateixos retaules, palesen el moment àlgid del nou estil. Amb tot, la tendència decorativista no va desplaçar les tipologies establertes al final del segle XVI: grans naus amb capelles i tribunes laterals comunicades, cor alt, volta de canó amb llunetes i arcuacions de mig punt. Clars antecedents en el món italià són Sant Andrea a Màntua, obra d'Alberti amb traça del 1470, i la posterior programació de l'espai contrareformista d'Il Vignola per a l'església del Gesú a Roma (1568).
Els esdeveniments socio-polítics a l'inici del set-cents van generar canvis fonamentals en la producció artística i arquitectònica catalana. Durant la guerra de Successió, els artífexs catalans reberen nous impulsos gràcies al seguici d'artistes àulics italians i germànics de l'arxiduc Carles. Amb posterioritat, la implantació de la dinastia borbònica de Felip V va potenciar la influència francesa, alhora que una certa uniformitat va culminar amb el dictat de la Real Academia de San Fernando, fundada a Madrid l'any 1752. Per altra banda, els enginyers militars borbònics van imposar criteri i control en totes les planificacions urbanístiques i arquitectòniques del país.
L'edilícia religiosa catalana de la darrera etapa presenta unes característiques que hom ha qualificat de barroc autòcton: façana amb una gran portalada, fornícula per a la imatge del sant titular o de la Verge i una testera semicircular o mixtilínia, sovint amb rosassa.
Pel que fa a l'arquitectura civil, les principals innovacions corresponen als edificis públics i institucionals. Els serveis hospitalaris tenen en l'Hospital de la Santa Creu de Barcelona el millor exemple, juntament amb la Casa de Convalescència] (1629-78) i el Col·legi de Cirurgia (1762-64). Els tres primers quarts del set-cents, al marge de la Universitat de Cervera (1718-89), estan mancats de projectes arquitectònics d'envergadura, en part per la repressió borbònica i per la reconstrucció que els estralls de la guerra de Successió va fer a Catalunya i, més particularment, a Barcelona. No serà fins al 1775 que es produirà un veritable esclat de palaus i edificis institucionals, dels quals destaca la remodelació de la Llotja (1774-1802), portada a terme per Joan Soler Faneca i Tomàs Soler Ferrer.

## L'urbanisme
La ciutat del Barroc es veu com la imatge del seu governant, la importància del qual es mesura per la seva mida i pel nombre dels seus habitants.
En les corts més poderoses d'Europa, l'estructura urbana intentarà ostentosament assentar els valors i l'estructura política creada pels dirigents.
La ciutat s'estructurarà entorn d'un centre, com el poder absolut té com a centre el rei, al que conflueixen grans vies, rectes, d'àmplies perspectives. Les places seran un dels grans elements, reflex i símbol del poder civil o religiós, enteses com a escenaris de festes i representació.
Els canvis se'n van reflectir millor en les petites corts europees, on les realitzacions poden canviar i determinar la imatge de tota la ciutat, com és el cas de Würzburg, mentre que en els grans organismes urbans com París o Roma, la complexitat i l'aparatositat dels projectes xocarà amb la ciutat preexistent, que dificulta en gran manera la transformació pretesa, aconseguint-se millors resultats en les noves residències dels sobirans, fora de la ciutat, com és el cas de Versalles.
Un altre exemple seria Gian Lorenzo Bernini a Roma, on va comptar amb el suport dels papes del segle xvii per fer els projectes més espectaculars de l'època, com ara el disseny de la Plaça de Sant Pere.